# Самуел Хайнрих фон Шьонбург-Валденбург-Векселбург
Самуел Хайнрих фон Шьонбург-Валденбург-Векселбург (на немски: Samuel Heinrich Graf von Schönburg-Waldenburg-Wechselburg; * 26 септември 1642, Пениг; † 20 юни 1706, Карлсбад) е имперски граф на Шьонбург-Валденбург-Векселбург-Глаухау в Средна Саксония.

## Произход и наследство
Той е син на фрайхер Волф Хайнрих I фон Шьонбург-Пениг (1605 – 1657) и съпругата му Юдит Ева Ройс-Бургк (1614 – 1666), дъщеря на Хайнрих III Ройс-Бургк (1578 – 1616) и Анна Магдалена фон Шьонбург-Глаухау (1582 – 1615). Брат е на граф Волф Хайнрих II фон Шьонбург-Пениг (1648 – 1704), женен за Юлиана Катарина фон Шьонбург-Фордерглаухау (1643 – 1722), която е по-малка сестра на съпругата на Самуел Хайнрих.
Самуел Хайнрих е издигнат на имперски граф на 7 август 1700 г.
Дворецът Векселбург остава собственост на благорническата фамилия на графовете и господарите фон Шьонбург-Глаухау до национализацията през 1945 г. Клоновете Шьонбург-Валденбург, Шьонбург-Хартенщайн съществуват до днес като Шьонбург-Глаухау.

## Фамилия
Самуел Хайнрих фон Шьонбург-Валденбург-Векселбург се жени на 14 февруари 1675 г. в Глаухау за графиня Елизабет Магдалена София фон Шьонбург-Фордерглаухау (* 18 август 1642; † 12 май 1716), дъщеря на фрайхер Йохан Каспар фон Шьонбург-Фордерглаухау (1594 – 1644) и София Мария Ройс-Бургк (1614 – 1690). Те имат децата:
- Максимилиана Елеонора София фон Шьонбург-Валденбург (* 15 март 1676, Векселбург; † 19 октомври 1746, Глаухау), омъжена I. 1698 г. за граф Йохан Вилхелм Ховора фон Ронов († 1701, убит в Рига), II. на 2 август 1698 г. за граф Август Зигфрид фон Шьонбург-Пениг (1678 – 1763)
- Карл Хайнрих фон Шьонбург-Фордерглаухау (* 22 април 1677, Векселбург; † 9 юни 1708, Векселбург)
- Зигмунд Хайнрих фон Шьонбург-Валденбург (* 7 септември 1678, Векселбург; † 28 април 1699)
- Франц Хайнрих фон Шьонбург-Валденбург (* 15 май 1682, Векселбург; † 3 септември 1746, Векселбург), женен I. на 27 декември 1707 г. в Глаухау за графиня Магдалена Елеонора фон Шьонбург-Пениг (* 24 февруари 1674; † 26 юни 1720), II. на 20 юли 1720 г. във Вехселбург за Йохана София Елизабет фон Шьонбург-Хартенщайн (* 29 май 1699; † 25 септември 1739),